# Gran Turismo Endurance

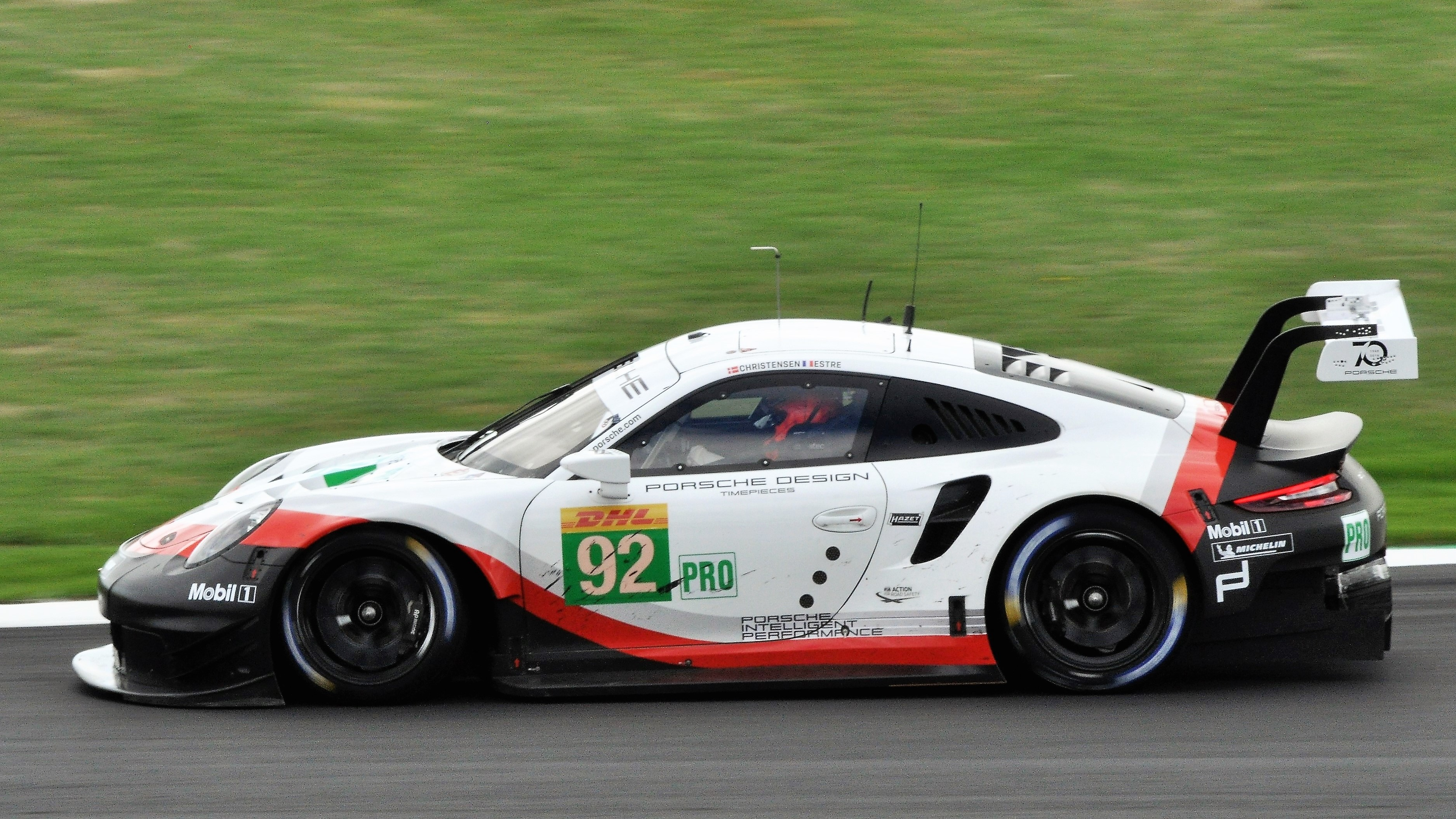
Una Porsche 911 RSR, auto di categoria GTE

Gran Turismo Endurance, abbreviata in GTE, era una serie di regolamenti adottati dall'ACO per le auto da corsa Gran Turismo usati nelle gare di endurance tra cui la 24 Ore di Le Mans, la 24 Ore di Daytona e i relativi campionati. Originariamente erano chiamate GT2, per differenziarle dalle più prestazionali GT1 che correvano negli stessi campionati. 

## Storia
La classe ha debuttato nel 1999 sotto il nome di “GT” nella 24 Ore di Le Mans, nell'American Le Mans Series e nell'European Le Mans Series, e con il nome di “N-GT” nel Campionato FIA GT. Nel 2005 la classe è stata rinominata GT2, seguendo la più veloce GT1 (precedentemente conosciuta come GTS).
Dal momento che la classe GT1 è stata soppressa dall'ACO nella stagione 2011, la classe GT2 è stata rinominata LM GTE in Europa e GTLM in America.
Dal 2022 la classe non è più presente nel campionato americano. Dal 2023 la classe GTE-PRO non è più presente nel WEC, mentre nel 2024 è scomparsa definitivamente, sostituita dalla classe LM-GT3

## Regolamenti
L'ACO ha definito limiti e requisiti per le auto GTE per assicurare che le auto siano regolarmente basate sui modelli di produzione. Le auto devono avere un'attitudine sportiva con 2 porte, una configurazione a 2 o 2+2 posti, aperte o chiuse, che possano essere usate sulle strade aperte e disponibili alla vendita. L'ACO differenzia il regolamento per i piccoli costruttori (meno di 2000 auto prodotte all'anno). Per essere idonei, i grandi costruttori devono produrre almeno una vettura a settimana, e i piccoli costruttori almeno una al mese. Le auto sono omologate per correre dopo che vengono prodotte 100 vetture per i grandi costruttori e 25 per i piccoli. L'auto deve avere una campagna pubblicitaria di lancio e una rete di vendita ufficiale. Il motore deve essere usato in una macchina di produzione; benché spesso si usa il motore della versione stradale, l'ACO ha fatto alcune eccezioni, come ad esempio per la BMW Z4 GTE, che usava un motore di altri modelli. Fibra di carbonio, titanio e magnesio sono vietati eccetto per alcune parti speciali, come cerchi ruota o alettoni. Le auto con abitacolo in carbonio (che non sia direttamente attaccato alle sospensioni) sono ammesse. La cilindrata è limitata a 5,5 litri per gli aspirati e 4 litri per i turbocompressi o a compressore volumetrico. Alla SRT Viper è stata concessa una deroga speciale per un motore da 8 litri. Il peso minimo è di 1245 kg. Le auto devono avere fari e tergicristalli. Per distinguerle dai prototipi, devono avere fari di colore giallo (ad eccezione del WEC). Le quattro ruote motrici sono vietate, mentre il controllo trazione gestito del motore è consentito. Il cambio è limitato a 6 marce sequenziali. Tutte le macchine devono avere una telecamera posteriore, oltre agli specchietti laterali.
|                        | LM GTE Pro                                                                | LM GTE Am                                                                 |
| ---------------------- | ------------------------------------------------------------------------- | ------------------------------------------------------------------------- |
| Peso minimo            | 1245 kg (soggetto a variazioni per il Balance of Performance)             | 1245 kg (soggetto a variazioni per il Balance of Performance)             |
| Lunghezza massima      | 4800 mm                                                                   | 4800 mm                                                                   |
| Larghezza massima      | 2050 mm (esclusi specchietti retrovisori)                                 | 2050 mm (esclusi specchietti retrovisori)                                 |
| Cilindrata             | 5,5 litri (aspirati) 4 litri (turbocompressi o a compressore volumetrico) | 5,5 litri (aspirati) 4 litri (turbocompressi o a compressore volumetrico) |
| Capacità del serbatoio | 90 litri (soggetto a variazioni per il Balance of Performance)            | 90 litri (soggetto a variazioni per il Balance of Performance)            |
| Piloti                 | Formazione libera                                                         | Da 2 a 3 piloti, di cui un pilota argento o inferiore                     |

È consentito un pacchetto di modifiche alle macchine ogni due anni. Per le auto nuove è consentito un pacchetto di modifiche aggiuntivo per il primo anno di competizioni. Piccole modifiche aerodinamiche sono consentite ogni anno nel WEC. Se l'auto stradale è aggiornata con nuovi componenti, questi possono essere usati anche nella controparte GTE, attraverso l'aggiornamento dell'omologazione. I produttori possono inoltre richiedere deroghe per consentire l'omologazione di automobili o parti che sarebbero normalmente vietate dalle regole.
Nel complesso, le normative tecniche sono incentrate nel mantenere le auto GTE relativamente simili alle loro versioni stradali in termini di componenti e dimensioni. I dispositivi aerodinamici come gli alettoni, sono fortemente regolamentati. Bisogna rispettare anche dei requisiti minori, echi dall'era più antica di Le Mans, ad esempio sono richiesti 150 decimetri cubici di spazio per un bagaglio.
Nel WEC le LM GTE sono divise in due classi: GTE-Pro e GTE-Am. Le auto GTE-Am devono essere vecchie di almeno un anno, o costruite con le specifiche dell'anno precedente, e hanno dei limiti sulla qualifica dei piloti dell'equipaggio.
L'Endurance Committee dell'ACO ha il diritto assoluto di modificare il Balance of Performance tra le auto GTE, attraverso modifiche al peso (aumentandolo o diminuendolo di massimo 20 kg), o alla potenza del motore (aumentandola o diminuendola di massimo 10 kw). Gli air restrictors sono utilizzati con valori definiti per specifiche cilindrate del motore.

### Aggiornamenti regolamentari del 2016
Alla 24 Ore di Le Mans 2015, l'ACO ha annunciato una serie di modifiche alla classe GTE per la stagione 2016. Lo scopo dei cambiamenti è quello di aumentare le prestazioni delle vetture rispetto alle vetture di specifiche GT3, contro le quali competono in alcuni campionati, di ridurre i costi e incrementare la sicurezza. I regolamenti sono meno restrittivi e quindi c’è una minore dipendenza dalle deroghe speciali per consentire a determinate auto di competere. Un esempio è la maggiore libertà nello sviluppo aerodinamico dentro determinate aree della macchina. Le auto con le vecchie specifiche regolamentari non sono più utilizzate dal 2018.

## Vetture GTE
| Costruttore        | Modello                  | Anno | Note                       |
| ------------------ | ------------------------ | ---- | -------------------------- |
| Aston Martin       | Vantage GT2              | 2008 | Include Vantage GTE        |
| Aston Martin       | Vantage AMR GTE          | 2018 |                            |
| BMW                | M3 GT2                   | 2008 |                            |
| BMW                | Z4 GTE                   | 2013 |                            |
| BMW                | M6 GTLM                  | 2016 |                            |
| BMW                | M8 GTE                   | 2018 |                            |
| Chevrolet          | Corvette C6.R            | 2005 |                            |
| Chevrolet          | Corvette C7.R            | 2014 |                            |
| Chevrolet          | Corvette C8.R            | 2020 |                            |
| Ferrari            | 360 GTC                  | 2004 |                            |
| Ferrari            | F430 GTC                 | 2006 |                            |
| Ferrari            | 458 Italia GT2           | 2011 |                            |
| Ferrari            | 488 GTE                  | 2016 | Include 488 GTE Evo        |
| Ford               | GT-R GT2                 | 2008 |                            |
| Ford               | GT LM GTE                | 2016 |                            |
| Jaguar             | XKR GT2                  | 2010 |                            |
| Lotus              | Evora GTE                | 2011 |                            |
| Porsche            | 911 GT3 RSR              | 2004 |                            |
| Porsche            | 911 RSR (2013)           | 2013 |                            |
| Porsche            | 911 RSR (2017)           | 2017 |                            |
| Porsche            | 911 RSR-19               | 2019 |                            |
| Reiter Engineering | Lamborghini Gallardo GT2 | 2009 |                            |
| Spyker             | C8 GT2R                  | 2005 | Include C8 Laviolette GT2R |
| SRT-Dodge          | Viper GTS-R              | 2013 |                            |

## Campionati

### Passati
- Campionato del mondo endurance FIA
- European Le Mans Series
- Campionato IMSA WeatherTech SportsCar

- Intercontinental Le Mans Cup
- American Le Mans Series
- Campionato FIA GT